# Miss Venezuela 1975
El Miss Venezuela 1975 fue la vigésima segunda (22º) edición del certamen Miss Venezuela, celebrado en el Poliedro de Caracas, Caracas, Venezuela, el 25 de junio de 1975, después de semanas de eventos. La ganadora del concurso fue Maritza Pineda, Miss Nueva Esparta.
Este año fue la primera vez que el concurso de Miss Venezuela fue celebrado en el Poliedro de Caracas. En la noche final de la competencia, Miss Venezuela 1974 Neyla Moronta, coronó a Maritza Pineda la representante de Nueva Esparta como la nueva Miss Venezuela.

## Resultados
| Resultado           | Candidata                                    |
| ------------------- | -------------------------------------------- |
| Miss Venezuela 1975 | - Nueva Esparta — Maritza Pineda             |
| 1ª Finalista        | - Distrito Federal — María Concepción Alonso |
| 2ª Finalista        | - Carabobo — Yamel Díaz (†)                  |
| 3ª Finalista        | - Barinas — Helena Merlin                    |
| 4ª Finalista        | - Amazonas — Virginia Sipl                   |

### Premiaciones especiales
| Premio                                                                      | Candidata Ganadora                                                                          |
| --------------------------------------------------------------------------- | ------------------------------------------------------------------------------------------- |
| Miss Fotogénica (electa por el Círculo de Reporteros Gráficos de Venezuela) | Monagas — Maritzabel Gruber                                                                 |
| Miss Elegancia                                                              | Nueva Esparta — Maritza Pineda (primera vez que se entrega esta banda en el Miss Venezuela) |
| Miss Amistad                                                                | Falcón — Mildred del Milagro Galicia Vargas                                                 |
| Miss Simpatía                                                               | Carabobo — Yamel Díaz (†)                                                                   |

## Candidatas oficiales
| Estado              | Candidata                                          |
| ------------------- | -------------------------------------------------- |
| Amazonas            | Virginia Dina Brígida Sipl Raucher                 |
| Anzoátegui          | Yuraima Dulfina Vargas Brugiotti                   |
| Aragua              | Migdalia Inés Ramírez O'Fallon                     |
| Barinas             | Helena Francisca Merlin Scher                      |
| Bolívar             | Aracelia Ordaz Schummerling                        |
| Carabobo            | María Del Carmen "Yamel" Díaz Rodríguez (†)        |
| Departamento Vargas | Carol Ann Pohudka Parilli                          |
| Distrito Federal    | María Concepción "María Conchita" Alonso Bustillos |
| Falcón              | Mildred del Milagro Galicia Vargas                 |
| Lara                | Yubisay Pacheco Villavicencio                      |
| Miranda             | Thamara Piña Alcorta                               |
| Monagas             | Maritzabel Grúver Witzinsky                        |
| Nueva Esparta       | Maritza Pineda Montoya                             |
| Sucre               | Marianella Torrealba Briceño                       |
| Zulia               | Ligia María Barboza Krueger                        |

## Participación en concursos internacionales
- Maritza Pineda compitió en el certamen Miss Caribe 1971, donde fue 2ª Finalista. Luego asistió al Miss Universo 1975 celebrado en San Salvador, El Salvador. No logró clasificar.
- María Conchita Alonso ganó el concurso Princesita Joven del Mundo 1971 en Portugal. Luego asistió al Miss Mundo 1975 celebrado en Londres, Inglaterra, logrando ser 6ª Finalista.
- Yamel Díaz fue al Miss Internacional 1975 celebrado en Okinawa, Japón, pero no logró clasificar.
- Virginia Sipl fue 2ª Finalista en el Miss Turismo Centroamericano y del Caribe 1975 en Santo Domingo, República Dominicana.
- Carol Ann Pohudka fue 1ª Finalista en el Reinado Internacional del Mar 1975 en Santa Marta, Colombia.
- Ligia Barboza fue 5ª Finalista en el Reinado Panamericano de la Belleza 1975 en Cali, Colombia.
- Helena Merlin fue semifinalista en el Miss Young Internacional 1975 en Japón.
- Arcelia Ordaz anteriormente ganó el Miss Interamérica 1973 en Estados Unidos.
- Maritzabel Gruber participó en el Reinado Internacional del Café 1976 en Colombia, pero sin llegar a clasificar.

## Eventos posteriores y Notas
- Maritza Pineda (Nueva Esparta) se vio envuelta en un escándalo luego del concurso cuando la prensa reveló que había nacido en Bogotá, Colombia, pero el mismo finalizó cuando ella aclaró que había llegado a Venezuela con sus padres a los 3 años de edad y que también poseía la nacionalidad venezolana. Pineda desarrolló una destacada carrera en la época como modelo y posteriormente como empresaria y preparadora de modelos, en donde formó a muchas modelos y reinas de belleza como Hilda Abrahamz, Kiara, Carolina Perpetuo y Nina Sicilia, entre otras.
- María Conchita Alonso (Distrito Federal) luego de su reinado, desarrolló una vertiginosa carrera como actriz y modelo en Venezuela, llegando incluso hasta filmar películas en Hollywood. Actualmente es una reconocida figura nacional e internacional. También desarrolló una carrera como cantante y siempre se ha mantenido en los primeros lugares entre las mejores artistas de Latinoamérica. Vive en EE. UU. Es de hacer notar que, durante las décadas de 1980 y 1990, Alonso criticó en varias oportunidades el uso de cirugías estéticas en los concursos de belleza pero, irónicamente y con el pasar de los años, terminó siendo fanática de ellas.
- Yamel Díaz (Carabobo) volvió a ser noticia en 1991 pero por razones bastante lamentables, ya que el 14 de junio de ese año fue asesinada por su esposo en el apartamento donde ambos vivían en Caracas. Al momento de su muerte Díaz contaba con 35 años de edad.
- Helena Merlin (Barinas) desarrolló una carrera como modelo. Varios años después, mientras residía en la Isla de Margarita y luego de caer en una fuerte depresión tras el fallecimiento de su padre e incitada por el que en el momento era su compañero de vida, cayó en la drogadicción hasta el punto de terminar viviendo en las calles, cuidando carros y pidiendo dinero para comer y mantener su adicción pero, finalmente, logró recuperarse. Merlin es madre de Stefany Merlín, quien luego fue Miss Barinas 2014 Miss Inspiración y semifinalista de esa edición.
- Virginia Sipl (Amazonas) se cotizó como una actriz y modelo internacional y, durante muchos años, fue pareja del cantante español Julio Iglesias. Además una sobrina de ella Ana Carolina Ugarte fue Miss Venezuela Mundo 2017 y representó a Venezuela en el Miss Mundo 2017 quedando en el top 40
- Esta edición fue muy criticada por el hecho de que el cuadro de las finalistas estuvo conformado por chicas extranjeras: Maritza Pineda (Colombiana),  María Conchita Alonso (Cubana), Yamel Díaz (Española), Helena Merlin (Alemana) y Virginia Sipl (Francesa).